# Fiat 16-20 HP
Fiat 16-20 HP — легковой автомобиль, выпускавшийся компанией Fiat с 1903 по 1906 год.
Автомобиль выпускался четырьмя сериями, с некоторыми модификациями.
- 1-я серия была представлена в 1903 году. Колёсная база автомобиля составляла 2120 мм, на автомобиле был установлен 4-цилиндровый двигатель объёмом 4179 куб. см, мощностью 20 л.с.

В этой серии выпущено 100 автомобилей.
- 2-я серия была представлена в 1904 году. Колёсная база была увеличена до 2585 мм, а мощность двигателя повысилась до 24 л.с. Автомобиль получил новое наименование — Fiat 16-24 HP.

В этой серии выпущено 130 автомобилей.
- 3-я серия была выпущена в 1904 году, колёсная база была доведена до 2853 мм. Автомобиль снова получил название Fiat 16-20 HP.

В этой серии выпущен 171 автомобиль.
- 4-я серия была построена в 1906 году, автомобиль получил новый двигатель, объёмом 4503 куб. см.

В этой серии выпущено 290 автомобилей.

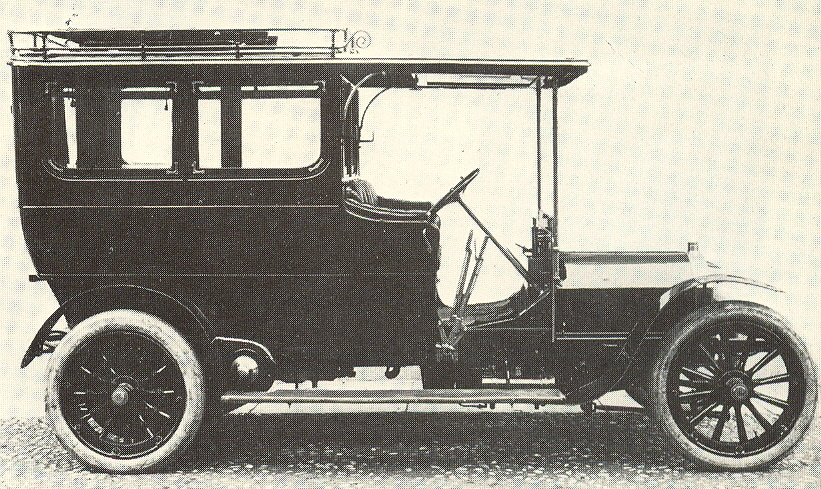
Fiat 16-24 HP